# Janis Kelly
Pour les articles homonymes, voir Kelly.
Janis Kelly, née le 30 décembre 1954 à Glasgow (Écosse), est une soprano  d'opéra écossaise et professeur de chant.
Elle est professeur et titulaire de la chaire d'interprétation vocale au Royal College of Music de Londres.

## Biographie
Janis Kelly naît à Glasgow, en Écosse. Elle étudie au Royal Conservatoire of Scotland et au Royal College of Music. Par la suite, elle étudie auprès d'Elisabeth Grümmer à Paris.

## Carrière et accueil

### Opéra
Janis Kelly joue avec l'English National Opera pendant plus de 30 ans. Ses rôles à l'ENO incluent Marcellina dans Les Noces de Figaro de Mozart et Mrs Grose dans Le Tour d'écrou de Britten. En 2009, elle joue le rôle de Régine Saint Laurent dans la première de Prima Donna, écrite par Rufus Wainwright. Passant en revue la performance dans The Telegraph, Rupert Christiansen décrit Kelly comme un « caméléon incroyable ». Elle apparait dans le rôle de Pat Nixon dans Nixon in China de John Adams au Metropolitan Opera de New York en 2011. Le New York Times qualifie sa performance de « merveilleuse ».

### Film et télévision
L'enregistrement de Kelly de La traviata de Verdi est présenté dans le film Match Point (2005) de Woody Allen. Des enregistrements de Kelly comprenant une interprétation de l'aria Senza Mamma de Suor Angelica de Puccini sont apparus dans la série télévisée britannique ITV Inspector Morse. Elle chante également les deux chansons d'Ophelia dans la musique de scène de l'Hamlet de Tchaïkovski enregistré pour Chandos Records en 1981 avec Geoffrey Simon à la direction du London Symphony Orchestra.

## Récompenses et distinctions
- (en) Janis Kelly: Awards, sur l'Internet Movie Database